# タイムマシーンにお願い

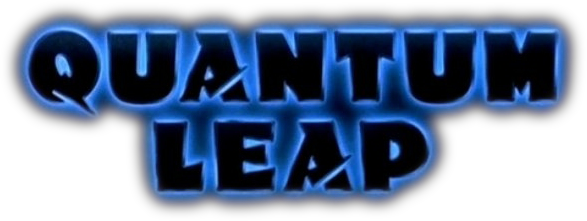

『タイムマシーンにお願い 』（原題：英: Quantum Leap）は、1989年から1993年まで放送されたアメリカのTVドラマ。主人公がクォンタム・リープ（または単にリープ）というタイムトラベルを繰り返し、その時代の名もなき人々を助けるSFである。スコット・バクラ主演。

## 概要
原題は「量子跳躍」と訳される量子力学用語で、原子のエネルギー準位が瞬間的に変位する現象を指す。また、英語では「飛躍的進歩」の意味でも用いられる。
本作では、主人公サムは未来人であるが、このリープによって精神（または魂）のみが過去の人物と入れ替わり、何らかの使命を果たすことで次のリープへと移るということを繰り返す。いずれにしても、邦題の「タイムマシーン」とはいささか趣が異なる。リープは「ジギー」と呼ばれるコンピューターが管理しており、サムの相棒、アルはサムにしか見えないホログラムとして登場し、ジギーの予測などを伝えて彼を助ける。
2006年に13年ぶりとなる新作が制作されると発表された。

## 受賞
ゴールデングローブ賞 :
- 1990年 助演男優賞 ディーン・ストックウェル
- 1992年 男優賞（ドラマ部門） スコット・バクラ

なお、スコット・バクラは男優賞（ドラマ部門）に1991年から1993年まで3年連続ノミネート、ディーン・ストックウェルは助演男優賞に1990年から1993年まで4年連続ノミネートされた。
エミー賞 :
- 1989年 ヘアスタイリング賞（シリーズ部門） エピソード Double Identity
- 1990年 撮影賞（シリーズ部門） エピソード Pool Hall Blues
- 1991年 撮影賞（シリーズ部門） エピソード The Leap Home:(Vietnam) - April 7, 1970, part II.
- 1991年 メイクアップ賞（シリーズ部門） エピソード The Leap Home:November 25, 1969, part I.
- 1993年 編集賞（シングルカメラ・シリーズ部門） エピソード Lee Harvey Oswald

そのほか1990年から1993年までのあいだノミネート多数。なかでも、スコット・バクラとディーン・ストックウェルは、主演男優賞（ドラマ部門）と助演男優賞（ドラマ部門）にそれぞれ4年連続ノミネートされた。

## 登場人物
サム・ベケット（演：スコット・バクラ/声：安原義人）
6つの博士号を持つ科学者。数ヶ国語を話せる。幼少期から天才ぶりを発揮し、飛び級で大学まで進学したが、そのせいで同年代の友達ができず、人付き合いは苦手。クォンタムリープ計画を発案し、完成させるが実験中に記憶を失いランダムに過去に飛ばされていく。行く先々で当然様々なトラブルやアクシデントに見まわれる。意識はサムだが、鏡に映るスリップ先の人物として生き、解決をしなければ次にリープできない。
アル/アルバート（演：ディーン・ストックウェル/声：中村正）
サムの相棒でサポート係。自称“守護天使”。転写室から立体映像（フォログラフィー）の姿で現れるため、サム以外の人間には見えないことになっている。ジギーというコンピューターが頼りだが、その仕組みは言ってはならない規則であり、ジギーがはじき出したデーターでサムとアルは助かっている。基本的にサムのピンチの時に現れる。

## 日本での放送
パイロット版は、VHSソフトで発売・レンタルされた。
シーズン1とシーズン2は、WOWOWの平日午後7時台に行われていた海外ドラマのノンスクランブル放送枠にて、1992年9月から1993年7月まで毎週金曜日に日本初放送された。1996年10月から1997年6月まで、TBSで毎週火曜日、のちに水曜日に深夜放送された。
シーズン3からシーズン5は、Syfy（）にて2008年に日本語字幕にて日本初放送された。